# Anii 60
Anii 60 au fost un deceniu care a început la 1 ianuarie 60 și s-a încheiat la 31 decembrie 69.